# Никитин, Алексей Петрович
Граф (c 1847) Алексей Петрович Никитин (2 мая 1777 — 27 февраля 1858, Санкт-Петербург) — российский командир эпохи наполеоновских войн, генерал от кавалерии. Устроитель усадьбы Коломяги под Петербургом.

## Биография
Алексей Петрович Никитин родился 2 мая 1777 года и происходил из небогатой дворянской семьи. Оставшись круглым сиротой, он в 1788 году по повелению императрицы Екатерины II был определён в Артиллерийский и инженерный шляхетский кадетский корпус.
Выпущенный из корпуса 25 июня 1796 года в звании штык-юнкера, Никитин был назначен в 3-й бомбардирский батальон и в том же году 21 декабря был произведён в подпоручики. Отличная военная выправка, исполнительность и прекрасное знание артиллерийского дела обратили на него внимание императора Павла I.
11 января 1797 года Никитин был произведён в поручики с переводом в полевой артиллерийский генерал-майора Базина батальон, а затем, 21 августа того же года, за отличие был произведён в капитаны.
Командированный вскоре после того в Финляндию, он был назначен начальником артиллерии в пограничных укреплениях на берегу озера Саймы, где, кроме того, заведовал и инженерными работами. Произведённый в майоры, Никитин в 1799 г. был возвращён в свою часть, а вслед за тем назначен в 1-й артиллерийский полк, где снова обратил на себя внимание императора Павла Петровича цельной стрельбой из орудий и был пожалован командором ордена Святого Иоанна Иерусалимского.
Дальнейшая служба его до 1805 года протекала сначала во 2-м полевом батальоне, а затем во 2-м конно-артиллерийском батальоне. С началом войн с Наполеоном Никитину открылось широкое поприще, чтобы выказать свои боевые способности. Назначенный осенью 1805 года начальником конной артиллерии в корпус генерал-лейтенанта Эссена, предназначенный для усиления действовавшей армии под начальством Михаила Кутузова, Никитин, однако, в эту кампанию не мог принять участия в военных действиях, так как корпус Эссена дошел лишь до Силезии, а затем возвратился в Россию.
По возвращении в Россию Никитин со своей ротой был назначен в 9-ю артиллерийскую бригаду, с которой и поступил осенью того же 1806 года в Днепровскую армию, бывшую под начальством Михельсона и назначенную для занятия Бессарабии, Молдавии и Валахии. В эту кампанию Никитин участвовал в сражении и занятии города Хотина, а затем, будучи в отряде генерал-лейтенанта Эссена, назначенном прикрывать, по случаю новой войны с Наполеоном, нашу границу от Брест-Литовска до Гродно, принял участие в войне с Наполеоном.
Произведённый 17 января 1807 года в полковники, Никитин с этого времени, помимо своей роты, командовал ещё и всей 9-й артиллерийской бригадой. Первое дело, в котором в эту кампанию участвовал Никитин, был бой на реке Схаве, продолжавшийся два дня. В течение первого дня, нанеся французам большой урон метким огнём своей роты, Никитин сам почти не имел потерь, но на второй день, во время стремительного наступления в несколько раз превосходящих сил неприятеля, он со своей конной ротой был окружён со всех сторон. Несмотря на отчаянные атаки французов, Никитин, хотя и с большим уроном, всё же пробился из окружения и присоединился к остальным войскам.
Спустя некоторое время после сражения на реке Схаве, Никитин со своей конной ротой был назначен в корпус генерал-лейтенанта Платова и 1 мая 1807 года участвовал в баталии близ Алленштейна. Платов в своем донесении об этом деле очень хвалил Никитина за его храбрость и знание артиллерийского дела, а затем назначил его начальником донской конной артиллерии. Однако, Никитин командовал донской конной артиллерией не долго, так как ему приказано было вернуться к своему корпусу, перешедшему в командование от Эссена к графу Толстому и вслед за тем ему пришлось принять участие в сражении 30 мая—1 июня у Ольшево-Борки, после чего, ввиду заключения Тильзитского мира, он повёл 9-ю артиллерийскую бригаду в Россию. По возвращении в Россию Никитин со своей бригадой вошел в корпус генерала от инфантерии Дохтурова, стоявший в Киевской губернии. Здесь он прослужил до начала Отечественной войны 1812 года.

Наградой за выказанные во время Бородинского сражения отличия для Никитина стал орден Святого Владимира 3-й степени. 22 февраля 1813 года награждён орденом Святого Георгия 3-й степени № 273: 
В сражении при Калише, 1-го февраля, предупреждая везде намерения барона Винценгероде, действовал примерно, соделывая неприятельския покушения тщетными и устраивал батареи под сильным огнём на ближайшей дистанции; наконец, хотя и был двукратно ранен, не оставлял поля сражения и особенно способствовал к победе над неприятелем.
 Затем он воевал с французами под Лютценом, Бауценом, Дрезденом и Лейпцигом. В 1814 году вновь показал свою отвагу в баталиях под Краоном и Фер-Шампенуазом. 10 января 1815 года Никитин был назначен начальником артиллерии Гренадерского корпуса.

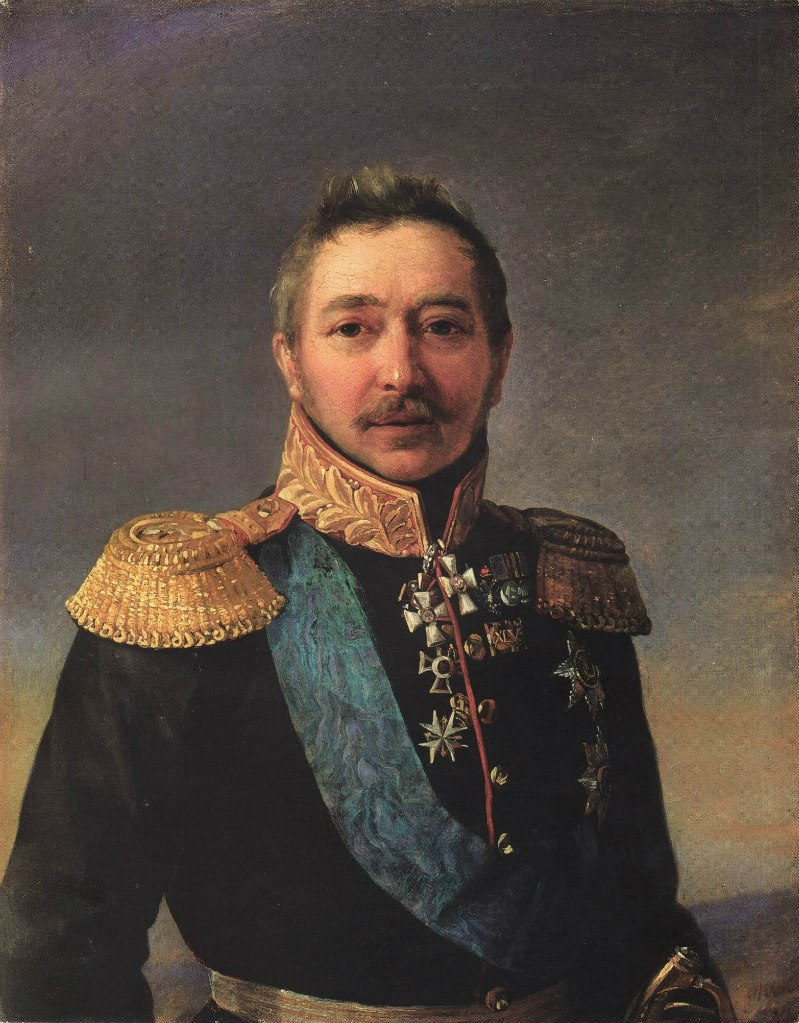
Портрет Алексея Петровича Никитина работы Пимена Орлова, после 1842 г.

Получил чин генерал-лейтенанта 6 января 1826 года. Через год, 10 марта 1827 года, помимо командования артиллерией гренадерского корпуса, на Никитина было возложено ещё командование артиллерией поселенного гренадерского корпуса и в этих должностях оставался он до сентября 1829 года, когда был назначен командиром 2-го резервного кавалерийского корпуса, переименованного в 1832 году в 1-й резервный кавалерийский корпус, которым и командовал около одиннадцати лет.
С 29 сентября 1833 года по 19 декабря 1834 года Никитин, кроме того, исполнял обязанности временного военного губернатора и управляющего гражданской частью Харьковской губернии. 17 сентября 1832 года он был назначен шефом Чугуевского уланского полка, а 6 декабря 1833 года произведён в генералы от кавалерии.
21 сентября 1837 года Никитин был удостоен звания генерала, состоящего при Особе Его Величества с пожалованием вензелей Имени Его Величества на эполеты.
Назначенный 1 августа 1841 года инспектором резервной кавалерии, Никитин 22 сентября 1842 года получил орден Святого Андрея Первозванного. Состоя ещё с августа 1839 года начальником Украинского военного поселения и войск, в нём расположенных, он затем получил в своё ведение военные поселения Новороссийское, Киевское и Подольское. Высочайшим указом, данным Правительствующему сенату 19 сентября 1847 года, А. П. Никитин был возведён в графское Российской империи достоинство.
В 1856 году граф Никитин был назначен членом Государственного совета. Последние годы жизни Никитин провёл в Петербурге, где скончался 27 февраля 1858 года; похоронен в Старой Деревне на кладбище при Благовещенской церкви.

## Награды
Российской империи:
- Орден Святого Иоанна Иерусалимского командорский крест (1809)[5]
- Золотая шпага «За храбрость» (22 сентября 1812)[5][6]
- Золотая шпага «За храбрость» с алмазами (1813)[5]
- Орден Святой Анны 1-й степени (11 сентября 1813); алмазные знаки к ордену (2 августа 1816)[5][7]
- Орден Святого Георгия 3-й степени (22 февраля 1813)[5][7]
- Орден Святого Владимира 2-й степени (22 января 1814)[8]
- Табакерка с вензелем Имени Государя Императора (1826)[5]
- Табакерка с портретом Государя Императора (1829)[5]
- Орден Святого Александра Невского (13 сентября 1832); алмазные знаки к ордену (30 августа 1839)[5][7]
- Орден Святого Владимира 1-й степени (25 октября 1835)[5][7]
- Эполеты с вензелевым изображением Имени Государя Императора (1837)[5]
- Орден Белого орла (28 сентября 1842)[5][7]
- Орден Святого апостола Андрея Первозванного (28 сентября 1842); алмазные знаки к ордену (22 сентября 1845)[5][7]
- Перстень с портретом Его Величества (1846)[5]
- Графское достоинство (1847)[5]
- Портрет императора Николая I, украшенный алмазами (1851); к портрету присоединён портрет царствующего императора Александра II, для ношения в петлице на андреевской ленте (1856)[5]
- Знак отличия за VL лет беспорочной службы (1854)[5]

Иностранных государств:
- Орден Красного орла 2-й степени (1813, Королевство Пруссия)
- Орден Леопольда командорский крест (1814, Австрийская империя)

## Хозяйственная деятельность
В 1837 году по приказу Никитина на южном берегу озера Репное были построены сооружения для тёплых ванн и несколько домов для «размещения нижних чинов» (ныне Славянский курорт).
20 декабря 1848 года он был удостоен золотой медали Московского общества сельского хозяйства за «постоянное участие» в трудах Комитета шелководства при обществе и за попечение о водворении во вверенных ему кавалерийских военных поселениях шелководства в «большом размере». Также занимался искусственным разведением лесов на Украине и в Новороссии и даже написал об этом статью в журнал.
Граф был членом Вольного экономического общества и Общества сельского хозяйства Южной России.

## Семья

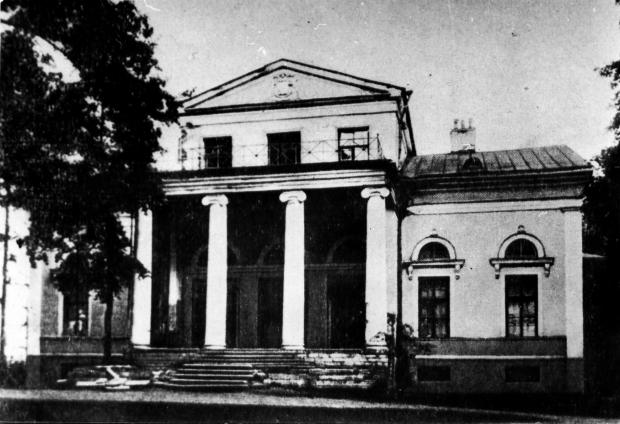
Усадьба генерала Никитина в Коломягах

Алексей Петрович Никитин женился 17 июля 1816 года в возрасте 39 лет на Елене Сергеевне Яковлевой (1794—1817), дочери известного богача Сергея Саввича Яковлева и внучке Саввы Яковлевича Яковлева. Через год после свадьбы она скончалась при родах, оставив вдовцу неплохое состояние, включавшее часть мызы Коломяги. Прикупив соседние владения родственников жены, Авдулиных, Никитин устроил майоратное имение.
Впоследствии это имение перешло к его единственной дочери Елизавете (1817—1898), вышедшей в 1834 году замуж за генерал-адъютанта графа Фёдора Васильевича Орлова-Денисова. Их сыну, Алексею, было Высочайше разрешено присоединить к своей фамилии и фамилию матери и писаться графом Орловым-Денисовым-Никитиным.